# Hello, I Love You
Hello, I Love You (укр. Привіт, я кохаю тебе) — пісня гурту The Doors, яка була видана другим синглом на підтримку їхнього третього студійного альбому Waiting for the Sun восени 1968-го року. Сингл дістався першої сходинки у чарті Billboard і розійшовся накладом понад 1 мільйон екземплярів у США. Композиція також стала № 1 у Канаді. Крім того трек став одним з перших хітів The Doors, який потрапив у сингл-чарти європейських країн (15 місце у UK Singles Chart). Невдовзі після видання Waiting for the Sun, колектив вирушив на перші гастролі Європою.
Існують декілька варіантів напису назви композиції, серед них: «Hello, I Love You (Won't You Tell Me Your Name?)» та «Hello, I Love You, Won't You Tell Me Your Name?»

## Історія
Пісня «Hello, I Love You» була однією з перших написаних композицій гурту, і за часом створення вона належить до того періоду, коли колектив ще не мав назви і складався з Моррісона, Рея Манзарека та його братів. Вона ж була одною з шести пісень, які були записані на першому демо гурту для Aura Records у 1965 році. Згодом, самі музиканти забули про неї, і лише завдяки наявності копій того демозапису The Doors згадали про її існування.
Пісня адресована невідомій негритянці, яку Джим побачив, імовірно на пляжі Венеції (район Лос-Анджелеса). По загальній думці, це одна із найбільш «попсових» і беззмістовних пісень гурту, хоча вона і стала великим хітом. У зв'язку з цим Моррісон заявив, що це не відповідає його прагненням, і він залишає гурт. Після довгих умовлянь він все ж вирішив залишитися ще на пів року.

## Звинувачення у плагіаті
Риф, який містить «Hello, I Love You» підозріло схожий на риф пісні «All Day and All of the Night» британського гурту The Kinks. У буклеті до бокс-сету The Doors Box, Роббі Крігер спростував це твердження і зазначив, що було запозичення з пісні «Sunshine Of Your Love» гурту Cream.

## Композиції
Сторона А
1. Hello, I Love You (2:39)

Сторона Б
1. Love Street (2:49)

## Кавери
Кавер-версії на «Hello, I Love You» свого часу, робили такі виконавці як Oleander, Бадді Річ, Missing Persons, The Cure, Eurythmics, Simple Minds, Anal Cunt, Ніл Янг, Adam Ant, Adam Freeland, Siouxsie Sioux, Kiyoharu, Missing Persons, Antis.

## Виноски
1. ↑  «Top Singles — Volume 9, No. 23_24, August 19 1968» [Архівовано 2 лютого 2014 у Wayback Machine.]. Collections Canada. Retrieved January 17, 2012.